# Lycia subalpina
Lycia subalpina là một loài bướm đêm trong họ Geometridae.